# Soratfeld
Das Soratfeld oder Sauerfeld ist eine Landschaftsbezeichnung für den südöstlichen Teil des Kreises Paderborn. Sie wird als alter Gauname betrachtet, wobei es umstritten ist, ob er dies im Sinne einer Landschaft, einer Grafschaft oder eines Gos ist.

## Name
Der Name Soratfeld soll „trockenes“ oder „dürres“ Feld bedeuten und mit dem Namen des bei Atteln in die Altenau mündenden Baches Sauer, früher Sore zusammenhängen, die im Sommer hinter Lichtenau regelmäßig trockenfällt. Eine analoge Bezeichnung hat sich für die sogenannten trockenen Dörfer der Paderborner Hochfläche eingebürgert, die sich in früheren Zeiten nur durch in den Boden gegrabene, in der Region „Saut“ genannte Zisternen mit Wasser versorgen konnten. Hierzu gehören auch einige Orte im Soratfeld wie z. B. Eggeringhausen, wo der Holtsaut erhalten ist.

## Naturräumliche Gliederung

### Teillandschaft von Paderborner Hochfläche oder Eggegebirge
Die historische Landschaft Soratfeld ist mit der naturräumlichen Gliederung nicht ganz in Übereinstimmung zu bringen und es gibt auch hinsichtlich der Naturräume verschiedene Zuordnungen.
Wie die Paderborner Hochfläche der südöstliche Teil der Westfälischen Bucht ist, kann das Soratfeld als der südöstliche Teil der Paderborner Hochfläche betrachtet werden, der im Westen vom Tal der Altenau zum Sintfeld hin und im Osten und Süden vom Eggegebirge begrenzt wird. Die Landschaft wird dann als Lichtenauer Bergebene bezeichnet. Diese Zuordnung findet sich heute eher in der Heimatliteratur und stimmt ungefähr mit der historischen Landschaft überein.
Das Handbuch der naturräumlichen Gliederung Deutschlands zählt das Gebiet hauptsächlich zum Eggegebirge. Die historische Landschaft Soratfeld ist dabei auf folgende Naturräume aufgeteilt:
- Naturraum 362.0 Borchener Platten in der Haupteinheit 362 Paderborner Hochfläche: Die nördlich von Sauer und Schmittwasser gelegenen Teile des Soratfelds außer Herbram werden diesem Naturraum zugeordnet.
- Naturraum 362.1 Sintfeld in der Haupteinheit 362 Paderborner Hochfläche: Der Bereich um die Wüstung Marschallshagen zählte zum Soratfeld.
- Naturraum 363.01 Altenbekener Kalkbergland in der Untereinheit 363.0 Westliches Egge-Vorland in der Haupteinheit 363 Eggegebiet: Vom Soratfeld wird Herbram hierzu gerechnet.
- Naturraum 363.02 Lichtenauer Becken in der Untereinheit 363.0 Westliches Egge-Vorland der Haupteinheit 363 Eggegebiet: Dieser Naturraum wird durch Altenau, Sauer und Schmittwasser von der Paderborner Hochfläche getrennt. Die heutigen Orte im Altenautal gehörten nicht zur historischen Landschaft Soratfeld, die den Flusslauf nur streckenweise erreichte.
- Naturraum 363.11 Neuenheerser Egge in der Untereinheit 363.1 Egge der Haupteinheit 363 Eggegebiet. Das Waldgebiet der Egge wurde nicht zum Soratfeld gerechnet. Die Abgrenzung ist daher unklar.
- Naturraum 363.12 Kleinenberger Mulde in der Untereinheit 363.1 Egge der Haupteinheit 363 Eggegebiet. Ein Teil des Gebiets gehörte zum Waldgebiet der Egge.[6]

### Gewässer
Im Soratfeld fließt die Sauer mit ihren Nebengewässern Bach von Kleinenberg, Odenheimer Bach und Schmittwasser. Die Sauer entspringt bei Kleinenberg, fließt zunächst nach Westen, ab Gut Bülheim nach Nordwesten, ändert ihre Richtung zwischen Iggenhausen und Grundsteinheim nach Südwesten und mündet nach ca. 30 km bei Atteln in die Altenau. Dabei durchquert sie Fischteiche bei Schönthal und Gut Bülheim.
Ein linksseitiger Zufluss ist der 5,6 km lange Bach von Kleinenberg. Rechts mündet noch in Lichtenau der Odenheimer Bach mit 6,3 km Länge. Oberhalb Grundsteinheims mündet rechts das 8,8 km lange Schmittwasser.
Als rechte Zuflüsse des Schmittwassers sind Glasewasser und Emderwaldbach zu nennen.
Die Sauer fällt im Sommer regelmäßig trocken. Ihr versickerndes Wasser speist durch Färbversuche gesichert die Paderquellen in Paderborn und Quellen bei Kirchborchen.

## Historische Landschaft

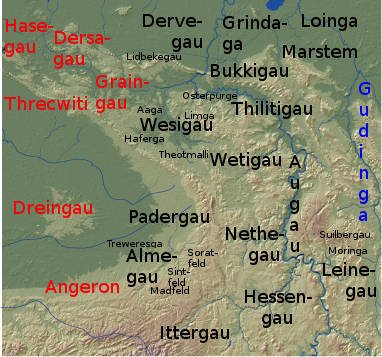
Ungefähre Lage der mittelalterlichen Gaue in Ostwestfalen-Lippe, rot: westfälische Gaue, schwarz: ursprünglich engrische Gaue, blau: ostfälische Gaue.

Das Sorathueld wurde schon 1001 und 1021 genutzt, um die Lage von Grafschaften zu beschreiben. Zumeist wird der Name als ältere Gaubezeichnung verstanden. Die Abgrenzung erfolgt denn auch in Abhängigkeit von der Erstreckung des Gogerichts Masenveldt und der Urpfarrei im heute wüsten Kerktorp bei Lichtenau. Vom Sintfeld wird das Soratfeld durch das Tal der Altenau abgegrenzt, dass wie das Waldgebiet der Egge nicht mehr zum Soratfeld gehört. In Abgrenzung zum Padergau im Norden wird angenommen, dass Eggeringhausen und Herbram zum Soratfeld zu rechnen waren.
Wichtigster Verkehrsweg war die von Warburg über Kleinenberg und Lichtenau nach Paderborn führende Holländische Straße, aus der anderen Perspektive Hessenweg genannt, der heute die B68 entspricht.

### Siedlungs- und Wirtschaftsgeschichte

#### Siedlungsentwicklung bis zum Spätmittelalter
Ab dem 4. Jahrhundert n. Chr. dünnte die Besiedlung des späteren Hochstifts Paderborn aus, ohne ganz abzubrechen. Erst ab dem 7. Jahrhundert kam es zu Neuansiedlungen durch früher als sächsisch bezeichnete Gruppen, deren Zuordnung heute ein Forschungsproblem darstellt. Im Soratfeld sollen in dieser Zeit die Orte mit Hausen-Namen entstanden sein, die an den Rändern des Gebiets oder schon außerhalb liegen: Iggenhausen, Eggeringhausen, Ebbinghausen, Rozinchusen und Husen. Hierzu gehören auch die Orte Hidessen, Ekwardessen, Sewardissen, Elverssen, wüst bei Blankenrode, und Sirexen, wüst bei Blankenrode, bei denen das Grundwort -hausen nicht mehr unmittelbar zu erkennen ist. Dies sind ca. 26 % der mittelalterlichen Orte des Soratfelds. Einzelne dieser Siedlungen können später entstanden sein, gehören aber doch noch dem Frühmittelalter an.
In den Jahren von 772 bis 804 unterwarf Karl der Große Sachsen und gliederte das Soratfeld ins Frankenreich ein. Den Annales regni Francorum zufolge war die Gegend im Jahre 794 einer der Herde des letzten Sachsenaufstandes. In der Folge kam es einerseits zu Deportationen Aufständischer, andererseits zu einem Siedlungsausbau. Die Ortsnamen, die mit Ortsangaben und dem Grundwort -heim gebildet sind, werden als „Siedlungssystem zur Sicherung und Befriedung Sachsens“ interpretiert. Sie bilden häufig Siedlungsinseln um einen Zentralort, für den häufig Reichsgut nachgewiesen werden kann. Im Soratfeld liegen um die spätere Stadt Lichtenau die Orte Nordheim, (Grund-)Steinheim, Masenheim, Sudheim, Holtheim, Bülheim, wo schon im 9. Jahrhundert Besitz des Klosters Corvey nachgewiesen ist, und Otishem. Zentral liegt mit Kerktorp der Sitz der Urpfarrei und am Nordrand von Lichtenau verweist der Name Königshof auf Reichsgut. Auch das Kilianspatrozinium der Kerktorper Pfarrkirche ist typisch für die Zeit der Würzburger Mission im späteren Bistum Paderborn um 800. Ebenso ist die Lage an einer Fernverbindung wie hier der Holländischen Straße / Hessenweg typisch für solche Siedlungsinseln. Damit gehört ein Drittel der mittelalterlichen Orte dieser Landschaft in diese Zeit. Da diese Orte einen Großteil des Soratfelds in zentraler Lage umfassen, liegt die Vermutung nahe, dass das Soratfeld als Konzept eines Siedlungsraums erst in dieser Zeit entstand.
Auch der Ortsname Amerungen mit dem Ortsnamen-Suffix -ing, verweist auf eine Entstehung noch im Frühmittelalter.
Seit der fränkischen Eroberung wurde auch die kirchliche Infrastruktur für die Erfassung des Raumes wichtig. Im Soratfeld war die Wüstung Kerktorp bei Lichtenau Sitz der Urpfarrei. Dabei dienten die festen Mauern der Kirchen und ihr sakrosankter Bereich auch als Fluchtpunkte und Vorratslager in Krisenzeiten.
Im 12. und 13. Jahrhundert wurden im Soratfeld die Städte Kleinenberg, das zuerst 1220 und als Stadt 1249 erwähnt wird, und Lichtenau, das, obwohl erst 1326 erwähnt, schon bei der Grundsteinlegung der Kirche 1323 bestanden haben wird, gegründet. Auch der Ort Hakenberg, dessen alter Name Haviksburg als Zeichen einer befestigten Siedlung gewertet wird, soll zu dieser Zeit gegründet worden sein. Der Ort Marschallshagen benennt die Ministerialenfamilie Marschall/Osdagessen, die im entstehenden Hochstift Paderborn das Marschallsamt innehatte, und wird ebenfalls in dieser Zeit entstanden sein, wie das durch einen Flurnamen bezeichnete Rodenbredengudt. Das sind ca. 18,5 % der Orte des Soratfelds. Eine negative Folge dieser Gründungen waren erste Wüstungserscheinungen durch die Siedlungskonzentrationen in den befestigten Orten. In Lichtenau und Kleinenberg befanden sich mit Burgmännern besetzte Burgen, die sich in der Folge zu Amtshäusern entwickelten.
Von den 27 mittelalterlichen Orten sind somit
- 5 oder 18,52 % unbekannter Zeitstellung,
- 7 oder 25,93 % Hausen-Orte,
- 1 oder 3,7 % '-ing'-Ort,
- 9 oder 33,33 % um 800 gegründet,
- 5 oder 18,52 % im 12. bis 14. Jahrhundert gegründet.

Wenn Herbram, Asseln und Arthe schon im Frühmittelalter entstanden, gilt dies insgesamt für 20 oder 74,07 % der Orte.

#### Die spätmittelalterliche Wüstungsperiode
In dieser Zeit verschwand etwa ein Drittel der Siedlungen Mitteleuropas. Die Ursachen sind bis heute umstritten. Das Fehdeunwesen, Seuchen, Klimaverschlechterung und Missernten werden genannt. Im Paderborner Land sind diese Wüstungsphänomene ab 1380 überliefert. Ganze Ortschaften verschwanden, womit die wirtschaftliche Basis von Klöstern und Adel entfiel. In unmittelbarer Nachbarschaft des Soratfelds wurde zwischen 1389 und 1395 die Stadt Blankenrode durch Graf Heinrich IV. von Waldeck zerstört und nicht wieder aufgebaut und auch das Kloster Dalheim musste – nach mehrfachen Zerstörungen – aufgegeben werden. Als die Augustiner-Chorherren, die das Kloster Böddeken übernommen und auch Dalheim erworben hatten, nach ihren Gütern im Soratfeld suchten, mussten sie mehrfach feststellen, dass diese nicht mehr aufzufinden waren. Andere Güter verkauften sie, weil sie sie nicht schützen konnten, wie die Güter in Herbram und Hidessen, die die Herren von Westfalen erwarben.
Kleinenberg wurde 1384 durch Herbord von Brobeck wegen eines Streits um die Stadt Blankenrode ganz niedergebrannt und musste für 20 Jahre von den landesherrlichen Abgaben befreit werden, damit sie wieder aufgebaut werden konnte. 1394 belagerte der Benglerbund vergeblich Lichtenau, während beide Städte in der Auseinandersetzung um das Bischofsamt zwischen Wilhelm von Berg und Dietrich II. von Moers 1415 eingenommen wurden. 1474 wurde Lichtenau in einer Fehde zwischen der Grafschaft Waldeck und dem Hochstift Paderborn erstürmt, wobei es große Verluste in der Bürgerschaft gab.
Schon in der ersten Hälfte des 15. Jahrhunderts begann die Wiederbesiedlung, die bis in die erste Hälfte des 16. Jahrhunderts dauerte, indem Adel und Klöster ihre Grundherrschaften durch die Rekultivierung der wüsten Fluren vergrößerten. In der Folge gab es weniger, aber dafür größere Orte. Die damals entstandene Siedlungsstruktur ist im Grundsatz bis heute prägend.
Im Soratfeld waren 17 von insgesamt 27 mittelalterlichen Siedlungen verschwunden, wenn die Turmhügelburg Zuckerberg oder Lange Brede bei Kleinenberg und die Wallburg Marschallsburg nicht gezählt werden. Auch in der Wüstung Sewardissen stand eine Motte und bei Herbram wird eine Burg derer von Herse angenommen.

#### Frühe Industrie im Soratfeld
Neben Land- und Forstwirtschaft sowie den üblichen Handwerksbetrieben und der häuslichen Fertigung gab es, zum Teil seit dem Mittelalter eine frühindustrielle Produktion:
- In Herbram sind Spuren mittelalterlicher Eisengewinnung festgestellt worden. Eisenschlackenhalden und der Gewässername Schmittwasser bezeugen hier die Verarbeitung von Brauneisenerz.
- In Herbram, wo das Glasewasser danach benannt ist, und Marschallshagen wurden vom 17. bis zum frühen 20. Jahrhundert Glashütten betrieben. Marschallshagen wurde bei einer 1883–1914 bestehenden Glashütte neu gegründet.[37]
- Die Wälder der Egge wurden bis in die zweite Hälfte des 19. Jahrhunderts zur Gewinnung von Holzkohle genutzt.
- Auch wurde Kalk- und rot-brauner Buntsandstein abgebaut.[38]

#### Siedlungsentwicklung der Neuzeit
Weder der Dreißigjährige noch der Siebenjährige Krieg, die beide große Not für die Bevölkerung bedeuteten, führten zu neuen Wüstungserscheinungen. Dorf- und Stadtbrände zerstörten mehrfach den Großteil der dicht stehenden Bebauung einzelner Ortschaften.
Im 17. und 18. Jahrhundert entstanden wieder einzelne Gutshöfe entfernt von den Dörfern und im 19. Jahrhundert begann die Verbesserung des Wegenetzes. Die Postverbindung von Paderborn über Lichtenau nach Warburg wurde in der Zeit der ersten preußischer Herrschaft im Fürstentum Paderborn von 1802 bis 1806 als Chaussee ausgebaut.
Im Zweiten Weltkrieg wurde Herbram-Wald von der Wirtschaftlichen Forschungsgesellschaft zur Produktion von Kraftstoffgemischen und als Tank- und Munitionslager angelegt.
Nach dem Zweiten Weltkrieg kam es auch im Soratfeld zu einem Schrumpfungsprozess in der Landwirtschaft, der zu insgesamt weniger Betrieben und prozentual mehr Nebenerwerbsbetrieben führte. Trotz Intensivierung der Landwirtschaft, Aussiedlungen und Flächenarrondierungen könnte der Prozess nicht aufgehalten werden. Auch das Handwerk musste sich anpassen und sich in der Regel spezialisieren oder zu Industriebetrieben entwickeln.
Der Charakter der Orte änderte sich auch durch Zunahme des Fremdenverkehrs und die Betonung der Wohnungeigenschaft der Orte durch die zahlreichen Pendler. Dazu kommen neue Einrichtungen wie Kindergärten, Supermärkte, Bankfilialen und Sportplätze.

### Siedlungen und Verwaltungsstruktur – Orte und Ämter

#### Orte und Wüstungen
Orte im Soratfeld sind, bzw. waren:
- Stadt und Burg Lichtenau
- Stadt und Burg Kleinenberg
- die Dörfer:
  - mit unbekannter Zeitstellung
    - Asseln, wo die Herren von Oeynhausen 1447 die Güter der Herren von Herse erwarben. Die Herren von Asseln werden im Mittelalter mehrfach erwähnt.
    - Busch, früher Arthe oder Orthe, dessen Einwohner ihre Wohnsitze nur ein kleines Stück nach Westen verlegt haben, um näher zusammen wohnen zu können. Zum Gogericht Enenhus/Neuhaus gehörend und 1223 der Pfarrei Dörenhagen zugeordnet, wurde der Ort zusammen mit Eggeringhausen früh vom Soratfeld getrennt.[42] Die Herren von Weten hatten hier Besitz.
    - Heisen, wüst 2,5 km nordwestlich von Lichtenau, wo das Kloster Böddeken Besitz hatte.
    - Herbram war Sitz eines Freigerichts. Die Herren von Herse besaßen dort einen Rittersitz vom Stifts Heerse zu Lehen, dass zusammen mit ihren anderen Rechten im Ort 1443 an die Herren von Westphalen kam, die 1450 auch den Rest des Ortes vom Kloster Böddeken erwerben konnten.[43]
    - Overhagen, wüst 2,5 km westsüdwestlich von Kleinenberg

  - Hausen-Orte:
    - Ebbinghausen. Das Marienstift auf dem Berge bei Herford hatte hier 1212 Besitz.
    - Eggeringhausen gehörte zum Gogericht Enenhus/Neuhaus und wurde mit Busch/Arthe 1223 der Pfarrei Dörenhagen zugeordnet[44] und so früh von den anderen Orten des Soratfelds getrennt. Die Herren von Oeynhausen erwarben hier 1447 die Güter der Herren von Herse.
    - Ekwardessen, wüst 1,5 km nordwestlich von Herbram.
    - Hidessen, wüst 1 km östlich von Herbram, wo das Kloster Böddeken 1450 seinen Besitz an die Herren von Westphalen veräußerte.
    - Iggenhausen, wo das Busdorfstift 1239 Güter und die Hälfte des Patronatsrecht über die Kirche von den Herren von Weten erwarb. Auch die Herren von Vlechten sowie nacheinander die Herren von Driburg, Herren von Oeynhausen und Herren von Westphalen hatten hier Besitz.
    - Rozenchusen, wüst 1,7 km südwestlich von Ebbinghausen
    - Sewardissen, wüst 1,5 km westlich von Holtheim, war ein Vorwerk der Villikation Sudheim und nach Flurbezeichnungen ein Kirchort.

  - Heim-Orte:
    - Grundsteinheim, früher Steinheim, wo 1239 das Busdorfstift Güter von den Herren von Weten erwarb.
    - Holtheim war ein Vorwerk der Paderborner Villikation Sudheim.
    - Masenheim, wüst 2,3 km westlich von Lichtenau, war Sitz des Gogerichts der „vesten tho Masenheim“. Hier hatten die Herren von Oeynhausen und die Herren von Vlechten[45] Besitz.
    - Nordheim, wüst 1 km nördlich von Lichtenau, wo ein Freistuhl der Herren von Calenberg lag. 1353 verkaufte das Kloster Dalheim hier Grundstücke an einen Lichtenauer Bürger und 1447 erwarben die Herren von Oeynhausen hier Güter der Herren von Herse.
    - Otihem, wüst 2,5 km östlich von Lichtenau

  - Gründungen um 800:
    - Königshof, wüst am Nordrand von Lichtenau
    - Kerktorp, wüst 1 km nordöstlich von Lichtenau, war Sitz der Urpfarrei der Gegend und ein Vorwerk der bischöflichen Villikation Sudheim. Hier hatten die Herren von Vlechten Güter.[46]

  - -ing-Ort:
    - Amerungen, wüst 2,7 km westlich von Holtheim, wo ein Freistuhl der Herren von Calenberg lag. An dem Ort gab es eine Kirche. Später gab es die St.-Annen-Kapelle, die daran erinnern sollte und 1669 neu gebaut werden musste.[47]

  - Gründungen vom 11. bis 14. Jahrhundert:
    - Hakenberg, ursprünglich Haviksburg genannt, wo ein Burgstall vermutet wird. Die Herren von Oeynhausen erwarben den Ort 1514 von den Grafen von Waldeck.
    - Marschallshagen, wüst 1,5 km südlich von Holtheim, dessen Name auf Besitz der Ministerialenfamilie Marschall/von Osdagessen hinweist, die die Paderborner Erbmarschälle stellten.

  - In der Neuzeit wurden gegründet:
    - Herbram-Wald wurde im Zweiten Weltkrieg als Anlage der Wirtschaftlichen Forschungsgesellschaft zur Herstellung und Lagerung von Kraftstoffgemischen gegründet. Zudem wurde ein Munitionslager angelegt.
    - Marschallshagen wurde in der Nähe der Wüstung gleichen Namens als Wohnsiedlung bei einer 1883–1914 bestehenden Glashütte gegründet.
- die Einzelhöfe:
  - Gut Bülheim ist schon im 9. Jahrhundert erwähnt, da das Kloster Corvey hier Besitz hatte. Unter Bischof Meinwerk (1009–1036) wird dem Bistum Paderborn ein Gutshof übertragen. Später ist es ein Villikationshof der Grafen von Arnsberg, die ihn an die Herren von Atteln verlehnten. Letztere veräußern ihn 1216 an das Kloster Willebadessen, dass auch das Obereigentum der Grafen von Arnsberg erwirbt. An dem wüsten Ort entsteht in der Neuzeit wieder ein Gut.
  - Gut Sudheim war der Haupthof einer Villikation des Bistums Paderborn mit den Vorwerken Siwardessen, Kerktorp und Holtheim und hier lag ein Freigericht. Der Ort fiel wüst und das Gut wurde später neu gegründet. Es galt im Hochstift Paderborn als landschaftsfähiges Rittergut, das vom Paderborner Bischof an die Herren von Sudheim verlehnt war, durch Erbschaft an die Herren von Driburg kam und im Zuge von deren Aussterben um 1430 an die Herren von Oeynhausen verlehnt wurde.
  - Rodenbredengudt, wüst 2 km südsüdwestlich von Holtheim, wird mit den Siedlungsspuren 100 m südöstlich der Marschallsburg identifiziert und wurde im 14. und 15. Jahrhundert einige mal erwähnt.[48][49]

Ob die Wüstungen Gulse, 2,5 km südwestlich von Husen, Elverssen, 2,7 km östlich von Dalheim, und Sirexen, 2,4 km nördlich von Blankenrode, die an der Altenau liegen, zum Soratfeld zu rechnen sind, ist nicht sicher.

#### Burgen und Befestigungsanlagen
An Festungsanlagen gab es im Soratfeld:
- Stadtbefestigung Lichtenau und Burg Lichtenau,[51]
- Stadtbefestigung Kleinenberg und Burg Kleinenberg,[52]
- eine aus dem Namen erschlossene Befestigung bei Haviksburg/Hakenberg,[53]
- die Marschallsburg, 2 km südsüdwestlich von Holtheim,[54]
- die Motte Sewardissen bei der Wüstung Sewardissen[55],
- der Burgstall in Herbram, der der Burg der Herren von Herse zugeordnet wird,[56] und
- die Turmhügelburg Zuckerberg oder Lange Brede, 1,8 km südöstlich von Kleinenberg.[57][58]

#### Amtsverwaltung

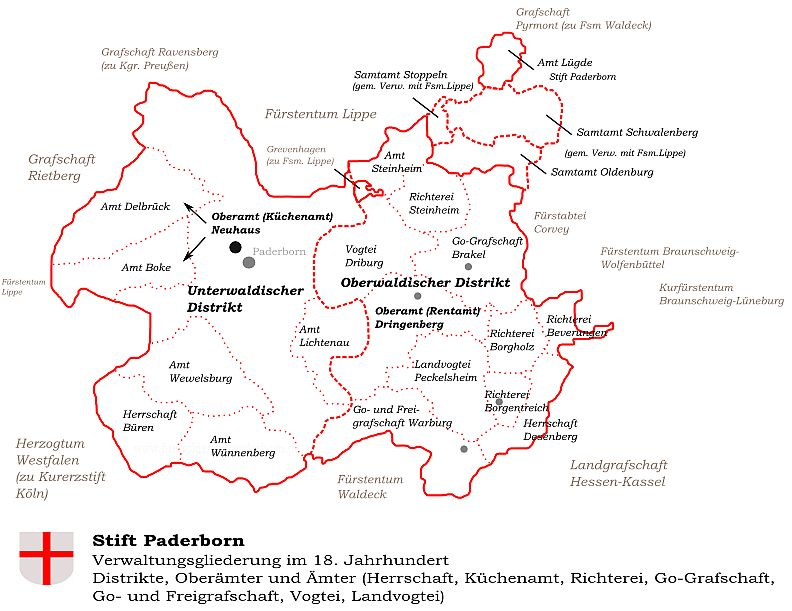
Administrative Gliederung des Hochstiftes Paderborn im 18. Jahrhundert

In der voll entwickelten Amtsverfassung des Hochstifts Paderborn gehörte die Mehrheit der Orte zum Amt Lichtenau. Zum Amt Dringenberg wurden Kleinenberg und das Gut Bülheim gezählt. Das Amt Lichtenau entging der Zuordnung zu einem der Oberämter Neuhaus oder Dringenberg, weil es zum Zeitpunkt dieser Neuordnung verpfändet war.
Die Ämter, die im Spätmittelalter Rechte, Besitztümer und Gerichte in einem bestimmten Raum zusammenfassten, um ihre Entfremdung durch lehnsweise Übertragung der Verwaltung zu verhindern, durchliefen zuvor eine Entwicklung, die auch unterschiedliche Einteilungen umfasste. So reichte das Amt Fürstenberg 1326 bis zum Rand von Kleinenberg und um 1600 wurde Herbram zum Amt Dringenberg gezählt, während Dalheim zum Amt Lichtenau zählte und Kleinenberg als Unteramt Beziehungen zum Amt Lichtenau hatte. Ämter wurden auch verpfändet. Von 1492 bis 1624 war dadurch das Amt Lichtenau in den Händen der Herren von Westphalen. Dabei war in diesem Fall das Gogericht ausgenommen.
Eggeringhausen und Busch zählten zum Amt Neuhaus, wofür ihre Zugehörigkeit zum Gogericht Enenhus/Neuhaus der Grund war. Auch kirchlich wurden Eggeringhausen und Busch 1223 von den Orten des Soratfelds im Archidiakonat des Propstes des Busdorfstifts getrennt und dem um 1210 gegründeten Dörenhagen im Padergau und damit dem Archidiakonat des Dompropsts zugeordnet, aber wegen der ursprünglichen Zugehörigkeit zur Urpfarrei des Soratfeldes in Kerktorp gilt ihre Zugehörigkeit zu diesem Gebiet als sicher.
Nach dem Wechsel der Herrschaft zu Preußen und der Episode des Königreichs Westphalen wurden die Orte des Soratfelds – abgesehen von Eggeringhausen und Busch – 1816 zum Amt Lichtenau zusammengefasst. Seit der Kommunalen Neugliederung 1975 bilden sie zusammen mit Henglarn, Atteln, Husen, Blankenrode und Dalheim die Stadt Lichtenau.

### Gerichte
Dem Bistum Paderborn waren im 10. Jahrhundert Grafschaftsrechte als Ausgleich für die Zehnten, mit denen das Kloster Corvey ausgestattet wurde, übertragen worden. Darunter befanden sich nach Ausweis der Bestätigungsurkunde von 1001 auch Grafschaftsrechte im Soratfeld. 1021 wurde auch die Grafschaft des verstorbenen Grafen Ludolf in verschiedenen Gauen, u. a. im Soratfeld an das Bistum Paderborn übertragen. Dabei wurde bestimmt, dass der Bischof die Grafschaften nicht verlehnen darf, sondern durch einen Ministerialen verwalten lassen soll. Die wichtigsten Institute der Grafschaften waren die Gerichte.

#### Freigerichte
Dem Grafengericht, aus dem die Freigerichte entstanden, stand die Hochgerichtsbarkeit mit der Aburteilung schwerer Verbrechen und einigen Rechten hinsichtlich der in der Grafschaft ansässigen Freien zu. Zudem hatte der Graf das dem Herrscher zu stellende Aufgebot anzuführen und einige Aufsichtspflichten zu versehen. Unter Vorsitz des Freigrafen, der vom Inhaber des Gerichts bestimmt wurde, richteten die Schöffen, die aus in der Grafschaft ansässigen Freien bestehen sollten, an den als Freistuhl bezeichneten Plätzen, von denen es in einer Freigrafschaft mehrere geben konnte. Über bestimmte, vom Kaiser im Rahmen seiner Pflichten als Friedenswahrer festgelegte Vergehen wurde heimlich gerichtet. Dies wurde als Femegericht bezeichnet.
Im Soratfeld war das Freigericht im Besitz der Herren von Calenberg. Sie trugen es von den Grafen von Waldeck zu Lehen, deren Vorfahren als Hochvögte des Bistums die Gerichtsbarkeit und andere Rechte, die Geistliche nicht wahrnehmen durften, ausübten. Dabei können sie durchaus das Freigericht im Soratfeld dem Bischof entfremdet haben. Die Freistühle lagen in den Wüstungen Northeim und Amerungen sowie vor der Mauer der Stadt Lichtenau.
Ein weiteres Freigericht befand sich in Herbram. Der Bischof von Paderborn hatte es an die Herren von Driburg verlehnt. Als Erbschaft fiel es nach dem Tod des kinderlosen Knappen Friedrich von Driburg an die Herren von Oeynhausen und die Rebock, die es 1443 an den Knappen Wilhelm Westphal veräußerten.
Bischofssitzen und Klöstern wurde für ihren Besitz mitunter Immunität von den Grafengerichten verliehen. Dafür wurden eigene Gerichte eingerichtet, die zunächst von Vögten geleitet wurden und später auch als Freigerichte bezeichnet wurden.
Hier ist das Freigericht in Sudheim einzuordnen, das einer der Haupthöfe des Bistums war. Zunächst trugen es die Herren von Sudheim, deren Erben Anfang des 14. Jahrhunderts die Herren von Driburg waren, vom Bischof von Paderborn zu Lehen. 1430 wurde es auf Bitten des söhnelosen Friedrich von Driburg den Herren von Oeynhausen verlehnt. Im Jahre 1405 verglich sich Friedrich III. von Padberg vor diesem Gericht im Streit um das allodiale Erbe seiner Frau Metta, der Tochter Albert von Brakels mit dem Bistum Paderborn, dem er das Erbe für 1800 rheinische Goldgulden überlässt. Spancken vermutet, dass in diesem Streit eine der Ursachen für die zahlreichen Fehden des Ritters lag, da sein Schwiegervater schon 1384 starb.
1763 wurden die Freigerichte im Hochstift Paderborn aufgehoben.

#### Gogericht
In einer Grafschaft befanden sich ein oder mehrere Goe, für die jeweils ein Gogericht zuständig war. Dieses richtete über geringere Vergehen, hatte polizeiliche Aufgaben auch zur Gefahrenabwehr durch Aufgebot der Einwohner des Gos. Unter Vorsitz des gewählten, später oft ernannten Gografen oder Gogreven richtete der Umstand, der aus den zu den Verhandlung erschienenen Einwohner des Gos bestand. Aus dem Recht der Verurteilung eines auf frischer Tat erwischten Verbrechers usurpierten die Gogerichte im Laufe der Zeit die Hochgerichtsbarkeit der Freigerichte. Diese wurde ihnen im Hochstift Paderborn durch Fürstbischof Dietrich von Fürstenberg, der sie den Obergerichten des Hochstifts übertrug, wieder entzogen.
Im Soratfeld gab es das Gogericht der „vesten tho Masenheim“, wüst bei Lichtenau. Zwei Teile des Gogerichts lagen beim Bischof von Paderborn, die anderen vier Teile hatte er den Herren von Spiegel, Calenberg, Oeynhausen und Brenken verliehen.
Eggeringhausen und Busch gehörten zum Gogericht Enenhus, später Neuhaus.
Da der Bischof im Oberbesitz des Gogerichts war, spielt die der Paderborner Kirche verliehene Immunität hier keine Rolle.

#### Stadt- und Patrimonialgerichte
Aus verschiedenen Wurzeln bildeten sich in Lichtenau und Kleinenberg Stadtgerichte. Und neben der genossenschaftlichen Gerichtsbarkeit von Besitzgemeinschaften wie den Gemeinheiten der Dörfer oder den Markgenossenschaften, hatten die Grundherren Gerichtshoheit in Angelegenheit ihrer Grundholden.
Die Patrimonialgerichtsbarkeit wurde im Hochstift Paderborn seit 1326 immer weiter gestärkt, so dass das Gogericht schließlich nur noch in der Feldmark zuständig war, während die Patrimonialgerichte innerhalb der Zäune der Ortschaften und Einzelhöfe zuständig waren. Auch die Städte hatten das Gogericht aus ihren Mauern verdrängt.
Die von Westphalen hatten die Patrimonialgerichtsbarkeit in Iggenhausen, Grundsteinheim und Herbram inne, die von Oeynhausen in Hakenberg, Sudheim und gemeinsam mit dem Fürstbischof in Asseln, die von Brenken in Ebbinghausen und Eggeringhausen und die von Calenberg in Busch, Amerungen und gemeinsam mit den von Spiegel in Holtheim.

#### Entwicklung
All diese Gerichte unterlagen verschiedenen Entwicklungen und waren in ihren Kompetenzen nicht so sauber getrennt, wie eine kurze Übersicht vermuten lassen kann. Nach der Übernahme des Hochstifts Paderborn durch Preußen wurde auch im Soratfeld ein anderes Gerichtssystem eingeführt.

### Kirchliche Organisation
Aus der Urpfarrei Kerktorp wurden 1231 Eggeringhausen und Arthe gelöst und Dörenhagen zugeordnet. Um diese Zeit werden Sudheim, und Iggenhausen, dem Grundsteinheim und Herbram zugeordnet wurden, als Pfarreien erwähnt. Etwas später folgten Lichtenau, dem Ebbinghausen, Hakenberg und Asseln unterstanden, nachdem die Kerktorper Pfarrei dorthin übertragen wurde und Kleinenberg. Das Patrozinium der nach Steinmetzzeichen 1233 begonnenen Lichtenauer Pfarrkirche St. Kilian ist ebenso von Kerktorp übernommen worden. Auch das heute wüste Amerungen war eine Pfarrei, zu der Holtheim gehörte, und auch Sewardissen wird als Standort eines Gotteshauses vermutet. An die Amerunger Kirche erinnert die St.-Annen-Kapelle, die 1669 einen Nachfolgebau bekam.
Durch die spätmittelalterlichen Wüstungsbildungen änderte sich auch die kirchliche Landschaft. Amerungen und Sudheim verschwanden, Holtheim wurde Dalheim unterstellt.
In der Neuzeit entstanden in allen verbliebenen Orten Kapellen, wie die Hakenberger St.-Antonius-Kapelle, und 1660 wurde Asseln Pfarrort. Seit 1907 ersetzt die Kirche St. Johannes Enthauptung dort die Vorgängerbauten. 1817 wurde Holtheim Lichtenau unterstellt. Zu erwähnen ist auch die 1742 bei Kleinenberg der Maria errichtete Wallfahrtskapelle Mariä Heimsuchung.
Schon vor der Neuorganisation der Archidiakonate und Pfarreien im Bistum Paderborn 1231 gehörte das Soratfeld außer Eggeringhausen und Busch/Arthe zum Archidiakonat des Propstes des Busdorfstifts.
Im 20. Jahrhundert wurden auch Herbram und Holtheim Pfarrorte. Heute ist das Gebiet im Pastoralverbund Lichtenau organisiert und gehört zum Dekanat Büren-Delbrück.